# Wasserturm Outjo
Der Wasserturm Outjo befindet sich in Outjo, in der Region Kunene in Namibia. Outjo diente während der deutschen Kolonialzeit in Südwestafrika als wichtiger Schutztruppenstandort. Der Steinturm befindet sich am Rande eines Riviers beim Etosha Garden Hotel.

## Geschichte
Im Jahre 1897 entstand in Outjo durch Major Theodor Leutwein ein Militärstützpunkt. Der Steinturm wurde im Jahre 1900 von der Schutztruppe erbaut und am 1. März 1901 in Betrieb genommen. Heute ist an der Stelle der ehemaligen Militärstation das Geschäftsviertel Outjos. Der Steinturm in Outjo wurde am 1. August 1957 offiziell als Nationales Denkmal in Namibia proklamiert.

## Bezeichnung
Die Bezeichnung ist insofern irreführend, als es sich nicht um einen Wasserturm im üblichen Sinne (mit einem Wasserspeicher) handelt, sondern um eine Tragkonstruktion für ein Windrad, ähnlich einer Turmwindmühle. Der Name resultiert daher, dass das Windrad als Antrieb für eine mechanische Pumpe diente, mit der Grundwasser aus einem unterirdischen Wasservorkommen gefördert wurde.
Er wird im örtlichen Sprachgebrauch teilweise auch als Pulverturm bezeichnet, da die deutsche Schutztruppe hier angeblich Schießpulver gelagert haben soll.

## Beschreibung
Der 9,4 Meter hohe Steinturm wurde aus Naturstein und Lehm über einen Steinbrunnen errichtet. Das Wasser wurde mittels eines hölzernen Windrades auf der Spitze des Turms aus dem Brunnen in ein Betonbecken gepumpt und von dort mit einer 620 Meter langen Rohrleitung zu der Militärstation geleitet, wo es die Kasernen, das Offizierskasino, die Küche, die Ställe und das Lazarett mit Wasser versorgte.